# إريك أبراهامسون
إريك أبراهامسون (بالسويدية: Erik Abrahamsson)‏ هو لاعب باندي ‏ سويدي، ولد في 28 يناير 1898 في سودرتاليا في السويد، وتوفي بنفس المكان في 19 مايو 1965.

## وصلات خارجية
- إريك أبراهامسون على موقع Eurohockey.com (الإنجليزية)
- إريك أبراهامسون على موقع اللجنة الأولمبية الدولية (الإنجليزية)
- إريك أبراهامسون على موقع أوليمبيديا (الإنجليزية)
- إريك أبراهامسون على موقع اللجنة الأولمبية السويدية (السويدية)